# Gaston-Ernest Renondeau
Gaston-Ernest Renondeau, francoski general, * 1879, † 1967.